# Giro di Toscana 1992
Il Giro di Toscana 1992, sessantaseiesima edizione della corsa, si svolse il 17 maggio su un percorso di 201,7 km, con partenza a Firenze e arrivo ad Arezzo. Fu vinto dall'italiano Giorgio Furlan della Ariostea davanti al venezuelano Leonardo Sierra e all'italiano Gianni Faresin.

## Ordine d'arrivo (Top 10)
| Pos. | Corridore          | Squadra                            | Tempo    |
| ---- | ------------------ | ---------------------------------- | -------- |
| 1    | Giorgio Furlan     | Ariostea                           | 4h56'52" |
| 2    | Leonardo Sierra    | ZG Mobili-Selle Italia             |          |
| 3    | Gianni Faresin     | ZG Mobili-Selle Italia             |          |
| 4    | Paolo Botarelli    | Jolly Componibili-Club 88          |          |
| 5    | Gérard Rué         | Castorama-Sodime                   |          |
| 6    | Masatoshi Ichikawa | Bleiker Teppiche                   |          |
| 7    | Roberto Conti      | Ariostea                           |          |
| 8    | Giuseppe Petito    | Mercatone Uno-Zucchini-Juvenes SMR |          |
| 9    | Massimiliano Lelli | Ariostea                           |          |
| 10   | Zenon Jaskuła      | GB-MG Maglificio-Bianchi           |          |